# Matthias Lieschke
Matthias Lieschke (* 30. September 1970 in Wittenberg) ist ein deutscher Politiker (AfD) und seit 2016 Mitglied des Landtages von Sachsen-Anhalt.

## Leben
Nach der Mittleren Reife 1987 absolvierte Lieschke eine Ausbildung zum Karosseriebauer, die er 1990 abschloss. Er war als Karosseriefacharbeiter tätig, legte 1995 die Prüfung als Karosserie- und Fahrzeugbaumeister ab und wurde im Anschluss bis 1997 als Meister angestellt. 1998 machte er sich mit einer Werkstatt selbständig und von 2007 bis 2013 war er Inhaber eines Autohauses. Seit 2013 betreibt er eine Oldtimerwerkstatt in Kemberg.

## Politik
Bei den Kommunalwahlen am 25. Mai 2014 wurde Lieschke für die AfD in den Stadtrat der Stadt Kemberg und den Kreistag des Landkreises Wittenberg gewählt.
Bei der Landtagswahl am 13. März 2016 zog Lieschke über Platz 8 der Landesliste der AfD in den Landtag von Sachsen-Anhalt ein, bei der Landtagswahl im Juni 2021 über Platz 12 der Landesliste.
Er ist der Vorsitzende des 16. Parlamentarischen Untersuchungsausschusses (Thema Wahlbetrug) in Sachsen-Anhalt und Mitglied des Ausschusses für Wirtschaft, Wissenschaft und Digitalisierung.
Bei der Bürgermeisterwahl in Kemberg am 3. September 2023 kandidierte Lieschke gegen den langjährigen Amtsinhaber Torsten Seelig (CDU). Lieschke erreichte 34,4 % der Stimmen und unterlag damit deutlich Seelig, der 65,6 % der Stimmen auf sich vereinigen konnte.